# ウングジャ島
ウングージャ島（ウングージャとう、スワヒリ語: Unguja）は、ザンジバル島として知られるアフリカ大陸東岸、インド洋上の島。ザンジバル諸島最大の島であり、タンザニア連合共和国に属する。ダルエスサラームの北75kmにあり、船で1時間半。南北80km、東西30km。西海岸にはザンジバルの首都ザンジバルシティがある。
アフリカ大陸とはザンジバル海峡で隔てられたこの島は、島の周囲の砂浜と珊瑚礁によってリゾート地としても知られる他、世界遺産であるストーン・タウンを観光資源として有している。
行政上は、島内をザンジバル北部州、ザンジバル都市部・西部州、ザンジバル中部・南部州という3つの州に分かたれ、ペンバ島の2州と併せてザンジバル革命政府の自治下にある。